# Baputa bipartita
Baputa bipartita là một loài bướm đêm trong họ Noctuidae.